# 柱曙
柱曙（はしらあけぼの）は、愛知県岡崎市の町名である。岡崎地区に位置する。現行行政地名は柱曙一丁目から柱曙三丁目。

## 地理
岡崎市の南部に位置する。

## 世帯数と人口
2019年（令和元年）5月1日現在の世帯数と人口は以下の通りである。
| 丁目       | 世帯数  | 人口    |
| ---------- | ------- | ------- |
| 柱曙一丁目 | 369世帯 | 884人   |
| 柱曙二丁目 | 223世帯 | 529人   |
| 柱曙三丁目 | 143世帯 | 289人   |
| 計         | 735世帯 | 1,702人 |

### 人口の変遷
国勢調査による人口の推移
| 1995年（平成7年）  | 1,321人 | [ 6 ]  |  |
| 2000年（平成12年） | 1,493人 | [ 7 ]  |  |
| 2005年（平成17年） | 1,748人 | [ 8 ]  |  |
| 2010年（平成22年） | 1,699人 | [ 9 ]  |  |
| 2015年（平成27年） | 1,686人 | [ 10 ] |  |

## 小・中学校の学区
市立小・中学校に通う場合、学区は以下の通りとなる。
| 丁目       | 番・番地等 | 小学校             | 中学校             |
| ---------- | ---------- | ------------------ | ------------------ |
| 柱曙一丁目 | 全域       | 岡崎市立羽根小学校 | 岡崎市立翔南中学校 |
| 柱曙二丁目 | 全域       | 岡崎市立羽根小学校 | 岡崎市立翔南中学校 |
| 柱曙三丁目 | 全域       | 岡崎市立羽根小学校 | 岡崎市立翔南中学校 |

## 歴史
額田郡柱村の東部を前身とする。

### 沿革
- 1990年（平成2年）9月20日 - 柱土地区画整理組合の一環で、柱曙一丁目から柱曙三丁目を設置[1]。

### 町名の変遷
（分かる場合は、以下の変遷表で示す）
| 実施後     | 実施年月日               | 実施前（各町名ともその一部） |
| ---------- | ------------------------ | ---------------------------- |
| 柱曙一丁目 | 1990年（平成2年）9月20日 | 羽根町、柱町の一部           |
| 柱曙二丁目 | 1990年（平成2年）9月20日 | 柱町の一部                   |
| 柱曙三丁目 | 1990年（平成2年）9月20日 | 柱町、若松町の一部           |

### 史跡
- 足迫子遺跡

## 施設
- 岡崎信用金庫岡崎南支店
- 蒲郡信用金庫岡崎駅東支店
- あいおい三河保険サービス
- ケントハイツA棟
- ケントハイツB棟
- ライオンズマンション緑丘通り
- レゾンシティ南岡崎
- ユニオンハイツ岡崎
- シャイニングヒルズ岡崎
- 紳士服のコクボ本店
- しゃぶしゃぶ温野菜岡崎柱店
- 栗田商会岡崎営業所
- 小島医科器械店

## 交通
道路
- 国道248号
- 愛知県道326号桑谷柱線（緑丘通り）

## その他

### 日本郵便
- 郵便番号 : 444-0833[4]（集配局：岡崎郵便局[12]）。

## 参考資料
- 「角川日本地名大辞典」編纂委員会 編『角川日本地名大辞典 23 愛知県』角川書店、1989年3月8日。ISBN 4-04-001230-5。
- 有限会社平凡社地方資料センター 編『日本歴史地名体系第23巻 愛知県の地名』平凡社、1981年。ISBN 4-582-49023-9。